# Panama ai Giochi della XXXI Olimpiade
Panama ha partecipato ai Giochi della XXXI Olimpiade, che si sono svolti a Rio de Janeiro, Brasile, dal 5 al 21 agosto 2016, con una delegazione di dieci atleti impegnati in sette discipline. Portabandiera alla cerimonia di apertura è stato il velocista Alonso Edward, alla sua seconda Olimpiade.
Si è trattato della diciassettesima partecipazione di questo paese ai Giochi estivi. Non sono state conquistate medaglie.

## Risultati

### Nuoto
| Atleta       | Evento     | Batterie | Batterie   | Semifinali      | Semifinali      | Finale          | Finale          |
| Atleta       | Evento     | Tempo    | Classifica | Tempo           | Classifica      | Tempo           | Classifica      |
| ------------ | ---------- | -------- | ---------- | --------------- | --------------- | --------------- | --------------- |
| Edgar Crespo | 100 m rana | 1:02"78  | 41ª        | non qualificato | non qualificato | non qualificato | non qualificato |